# West Fairlee (Vermont)
West Fairlee es un pueblo ubicado en el condado de Orange en el estado estadounidense de Vermont. En el año 2010 tenía una población de 652 habitantes y una densidad poblacional de 11,03 personas por km².

## Geografía
West Fairlee se encuentra ubicado en las coordenadas 43°55′20″N 72°14′4″O / 43.92222, -72.23444.

## Demografía
Según la Oficina del Censo en 2000 los ingresos medios por hogar en la localidad eran de $40,667 y los ingresos medios por familia eran $42,500. Los hombres tenían unos ingresos medios de $27,200 frente a los $22,788 para las mujeres. La renta per cápita para la localidad era de $18,011. Alrededor del 10.7% de la población estaba por debajo del umbral de pobreza.